# Vormann Brauerei

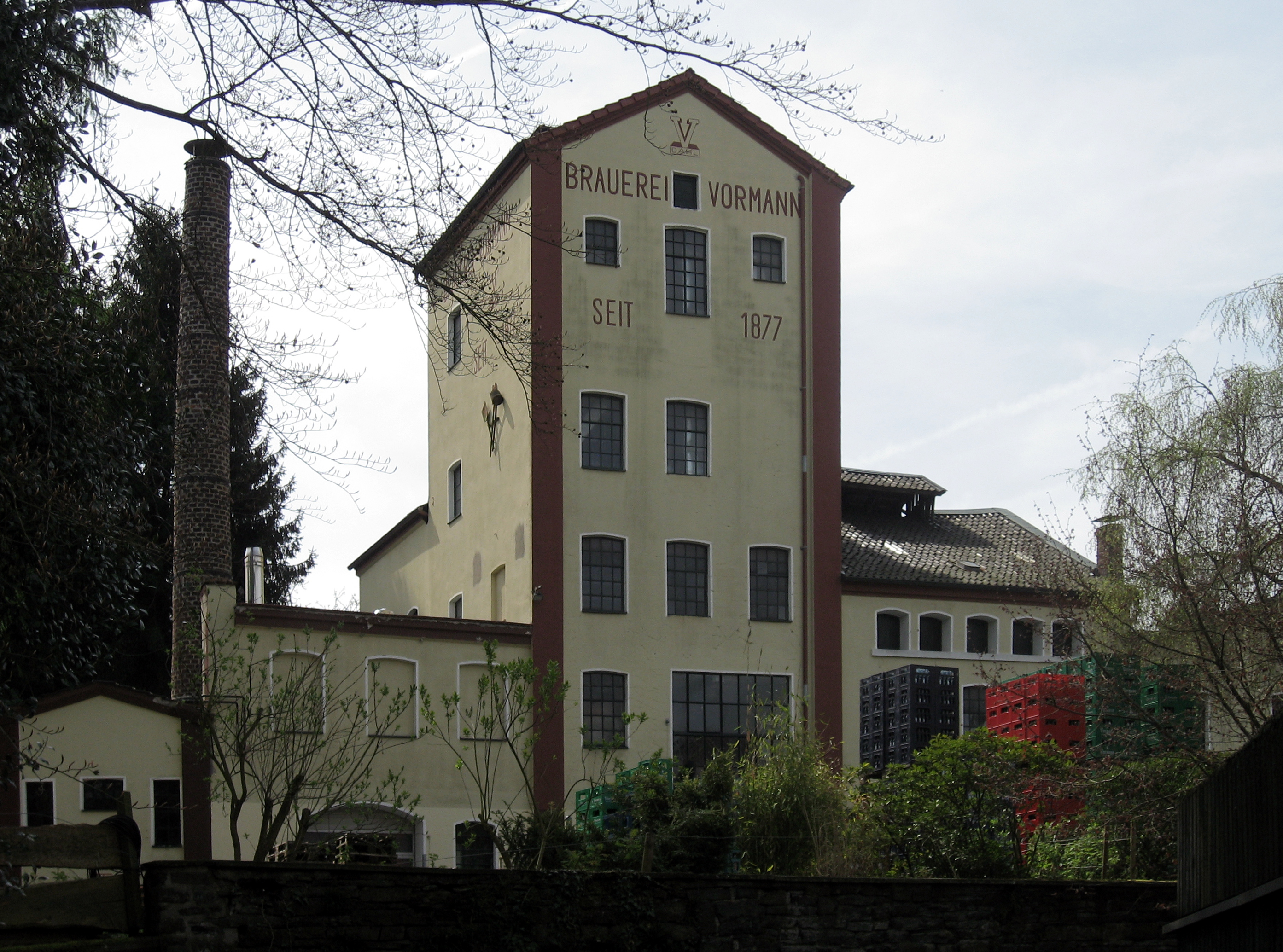
Die Vormann-Brauerei, das höchste Gebäude ist der Malzboden

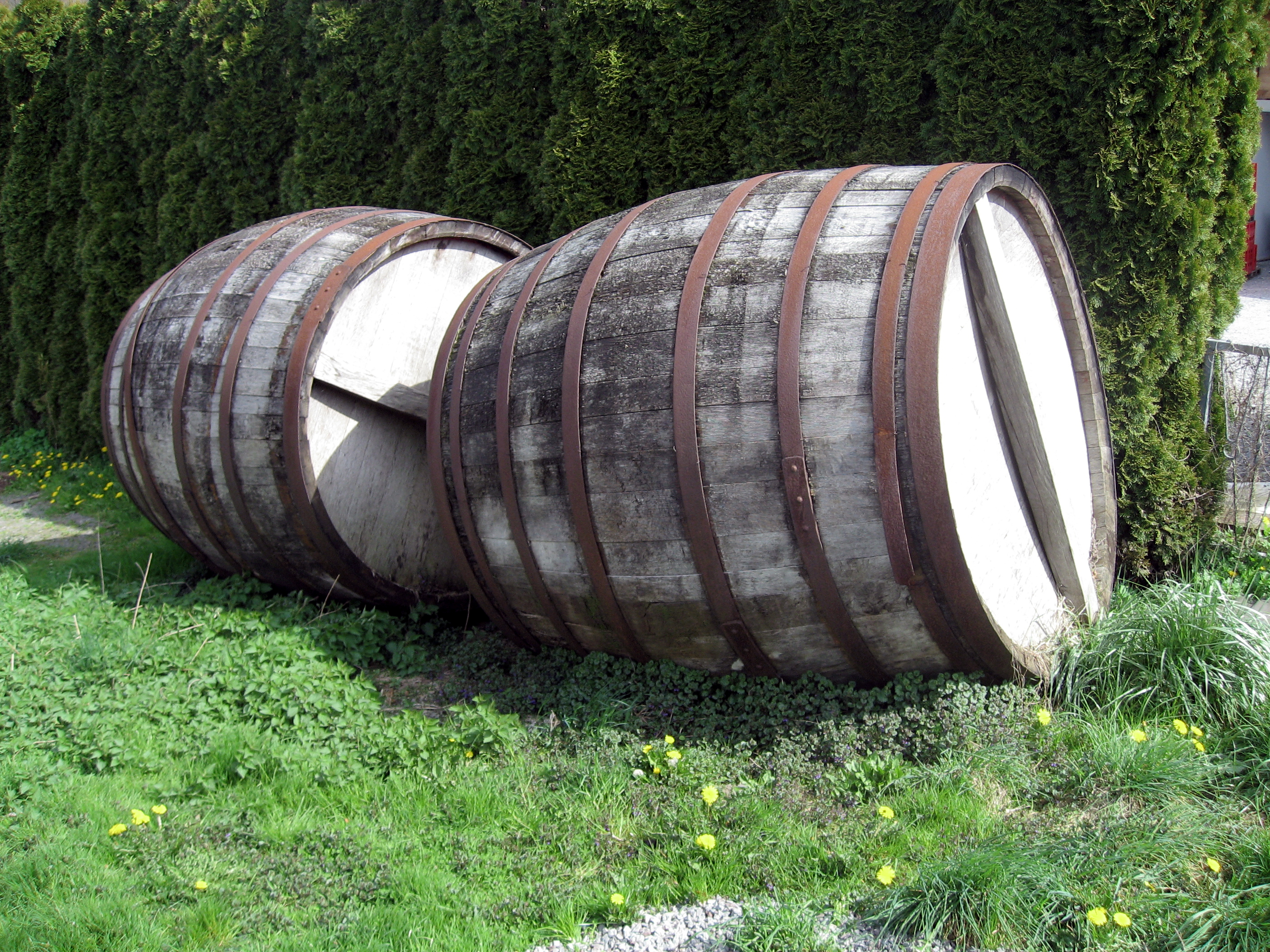
Alte Fässer der Vormannbrauerei

Die Vormann Brauerei arbeitet seit 1877 in Hagen-Dahl und ist heute Teil der Route der Industriekultur.

## Geschichte
Der Gründer der Brauerei, Eduard Vormann, pachtete am 1. Oktober 1877 zunächst die seit 1718 nachgewiesene Friedrich Funksche Brauerei in Dahl, zu der auch eine Gaststätte gehörte. Seit 1882 befindet sich der Brauereiausschank an der Dahler Straße 61, die Brauerei liegt direkt dahinter.
1888 kaufte Eduard Vormann das Brauereigrundstück und ließ zunächst Gär-, Lager- und Eiskeller bauen (Haus Eiskeller 9). In den Jahren nach 1896 entstanden das Sudhaus, ein Maschinenhaus zum Betrieb einer Dampfmaschine zur Eiserzeugung und weitere Anlagen zur Stangeneisherstellung. Des Weiteren wurde rechts neben dem Sudhaus eine Fassabfüllung gebaut, links ein Fachwerkgebäude zur Lagerung der Kohlevorräte für die Dampfmaschine. Dort befindet sich heute die Würzekühlung. Das höchste Gebäude, der Malzboden, stammt aus dem Jahre 1952, 1954 wurde ein vierter Gärkeller errichtet.

## Gegenwart
Heute erzeugt die Brauerei neben Pils und Altbier verschiedene Bierspezialitäten: unter anderen das preisgekrönte „Sauerländer Weizenbier“ und das „Dahler Urbräu“. Außerdem wurden erfolgreiche Biere kleinerer Brauereien bei Vormann hergestellt und abgefüllt:
- I.P.A.s und andere Biersorten der Marke FritzAle
- Prototyp der Kreativbrauerei Kehrwieder aus Hamburg
- Pumpernickel-Porter der Gruthaus Brauerei aus Münster

## Sonstiges
Die Brauerei ist Mitglied im Brauring, einer Kooperationsgesellschaft privater Brauereien aus Deutschland, Österreich und der Schweiz.